# Юнас Карлссон Дрюандер
Ю́нас Ка́рлссон Дрю́андер (швед. Jonas Carlsson Dryander або швед. Jonas Dryander, 5 березня 1748 — 19 жовтня 1810) — шведський ботанік.

## Біографія
Юнас Дрюандер народився у Гетеборзі 5 березня 1748 року.
Дядько Дрюандера Ларс Монтіні, якому було доручено його освіту, направив його спочатку до Гетеборзького університету, а потім в Лунд, де він у 1776 році отримав диплом за дисертацію 'Dissertatio Gradualis Fungos regno vegetabili vindicans. Залучений популярністю Карла Ліннея, Драяндер поступив до Упсальського університету. Згодом Юнас приїхав у Англію, де став бібліотекарем Лондонського королівського товариства, і був одним з перших стипендіатів, першим бібліотекарем та віце-президентом Лондонського Ліннєївського товариства, заснованого у 1788 році. Коли товариство було зареєстроване у 1802 році, Драяндер був головним автором його законів. Юнас Дрюандер був головним автором першої редакції наукової роботи Hortus Kewensis Вільяма Айтона, опублікованій у 1789 році, та частини другого видання, випущеного між 1810 і 1813 роками. Драяндер також редагував Plants of the Coromandel Coast Роксбурга між 1795 та 1798 роком.
У 1784 році він був обраний іноземним членом Шведської королівської академії наук.
Дрюандер помер у Лондоні 19 жовтня 1810 року.

## Наукова діяльність
Юнас Дрюандер спеціалізувався на папоротеподібних та на насіннєвих рослинах.

## Публікації
- Catalogus Bibliothecæ Historico-Naturalis Josephi Banks, Baronetti, London, 1796–1800, 5 vols[3].

## Почесті
Карл Петер Тунберг, який був другом Дрюандера, назвав на його честь рід рослин Dryandra.